# Псарёво (Сергиево-Посадский район)
Псарёво — деревня в Сергиево-Посадском районе Московской области, в составе муниципального образования Сельское поселение Васильевское (до 29 ноября 2006 года входила в состав Васильевского сельского округа).

## Население
| 2002 | 2006 | 2010 |
| ---- | ---- | ---- |
| 11   | →11  | ↗12  |

## География
Псарёво расположено примерно в 18 км (по шоссе) на северо-запад от Сергиева Посада, на левом берегу реки Веля, высота центра деревни над уровнем моря — 230 м.